# Molecular Cancer Research
Molecular Cancer Research, abgekürzt Mol. Cancer Res., ist eine wissenschaftliche Fachzeitschrift, die von der American Association for Cancer Research veröffentlicht wird. Die Zeitschrift erscheint derzeit mit 12 Ausgaben im Jahr. Es werden Arbeiten veröffentlicht, die sich mit Vorgängen auf molekularer und zellärer Ebene im Zusammenhang mit Krebs beschäftigen.
Der Impact Factor lag im Jahr 2015 bei 4,51. Nach der Statistik des ISI Web of Knowledge wird das Journal mit diesem Impact Factor in der Kategorie Zellbiologie an 63. Stelle von 184 Zeitschriften und in der Kategorie Onkologie an 44. Stelle von 213 Zeitschriften geführt.